# Мой дом — Копакабана
«Мой дом — Копакабана» (швед. Mitt hem är Copacabana) — шведский драматический чёрно-белый художественный фильм 1965 года режиссёра Арне Саксдорфа, снятый на киностудии Svensk Filmindustri (SF).
Сценарий фильма написали Флавио Мильяччо и Арне Саксдорф. Премьера состоялась 29 марта 1965 года.

## Сюжет
Полудокументальный фильм рассказывает о четырёх бразильских сиротах, бездомных друзьях, живущих в трущобах Копакабана в Рио-де-Жанейро, которые дерутся за ежедневный хлеб насущный в одной из фавел Рио-де-Жанейро.
Пытаясь выжить, ищут еду на уличном рынке или у рыбаков; учатся карманным кражам; работают на улицах, чистя обувь. Рико сбежал из детского приюта в Каксамбу, которое для них символизирует ад на Земле. Когда он заболевает, мальчик решает вернуться туда, потому что не хочет умирать на улице.
Несмотря на безнадежность своего положения, в них есть радости в жизни и оптимизм. В фильме постоянно звучит вопрос: что будет с этими детьми?.

## В главных ролях
- Лейла Сантос де Соуза — Личи
- Косме душ Сантуш — Жоржиньо
- Хосафа да Силва Сантос — Паулиньо
- Тониньо Карлос де Лима — Рико
- Флавио Мильяччо
- Текст от автора читает Аллан Эдвалль.

## Награды
- Премия Золотой жук 1965 года
- Премия Шведской ассоциации кинокритиков
- Номинант Каннского кинофестиваля 1965 года
- Номинант 4-го Московского международного кинофестиваля